# Patty Cisneros
Patty Cisneros (* 12. November 1977) ist eine US-amerikanische Rollstuhlbasketballspielerin.
Cisneros gehört seit 1999 der US-amerikanischen Rollstuhlnationalmannschaft der Frauen an. 2000 in Sydney nahm sie erstmals an den Paralympischen Spielen teil und erreichte mit ihrer Mannschaft den fünften Platz. Bei den nächsten Spielen 2004 in Athen gewann Cisneros mit ihrer Mannschaft eine Goldmedaille. 2008 in Peking konnte sie diesen Erfolg wiederholen.
Cisneros studierte an der Valparaiso University und besuchte danach die University of Illinois, wo sie einen Master-Abschluss anstrebt. Seit September 2007 ist sie Cheftrainerin (head coach) der Rollstuhlbasketballfrauenmannschaft der University of Illinois. In dieser Funktion führte sie die Mannschaft 2008 in die NWBA Women's Division National Championships. 

## Erfolge
- 2002 IWBF Gold Cup in Kitakyushu, Japan: Silber
- 2007 Parapan American Games in Rio de Janeiro: Gold
- 2008 Joseph F. Lyttle World Basketball Challenge in Warm Springs, Georgia: 1. Platz
- 2008 North American Cup in Birmingham, Alabama: 1. Platz

Sommer-Paralympics
- 2004 Athen: Gold
- 2008 Peking: Gold